# Tentativa de golpe de Estado na Guiné-Bissau em 2022
Uma tentativa de golpe de estado ocorreu na Guiné-Bissau em 1 de fevereiro de 2022. Poucas horas depois, o presidente Umaro Sissoco Embaló declarou o golpe encerrado, afirmando que "muitos" membros das forças de segurança foram mortos em um "ataque fracassado contra a democracia".
Embaló disse à agência de notícias AFP por telefone que "está tudo bem" e acrescentou que a situação está "sob controle". Ele afirmou que a tentativa fracassada de golpe pode estar ligada ao tráfico de drogas, e que também foi uma tentativa de assassinato: "Não foi apenas um golpe. Foi uma tentativa de matar o presidente, o primeiro-ministro e todo o gabinete." Ele também afirmou que o exército não estava envolvido no golpe fracassado.

## Golpe
Homens armados cercaram o palácio do governo em 1º de fevereiro de 2022, onde acredita-se que o presidente Umaro Sissoco Embaló e o primeiro-ministro Nuno Gomes Nabiam tenham ido participar de uma reunião de gabinete. A emissora estatal informou que o tiroteio danificou o palácio do governo, localizado perto do aeroporto, e que "invasores" estavam detendo funcionários do governo. O repórter da Al Jazeera, Nicolas Haque, disse que não está claro se o tiroteio foi dos guardas presidenciais tentando proteger o presidente ou se houve um ataque ao palácio do governo. O ministro das Relações Exteriores de Portugal disse que Embaló estava em sua residência oficial, mas não ficou claro se o ataque ao governo acabou. "As últimas informações que tenho são positivas, pois o presidente já está em seu palácio, em sua residência oficial... mas ainda não sabemos se o ataque acabou", disse Augusto Santos Silva em entrevista à emissora portuguesa RTP.
O presidente Embaló disse à agência de notícias AFP em um telefonema: "Tudo está bem", e acrescentou que a situação está "sob controle". O governo anunciou que Embaló falaria à nação a partir do palácio do governo na noite de 1º de fevereiro e convidou repórteres para assistirem ao discurso. Ele anunciou que "muitos" membros das forças de segurança foram mortos em um "ataque fracassado contra a democracia", e que os atacantes tentaram entrar no complexo do governo logo após a reunião do gabinete, mas foram repelidos com sucesso. Ele descreveu o golpe como uma tentativa de assassinato: "Não foi apenas um golpe. Foi uma tentativa de matar o presidente, o primeiro-ministro e todo o gabinete." Acrescentou que o ataque "foi bem preparado e organizado, podendo também estar relacionado com pessoas envolvidas no tráfico de drogas", sem dar mais detalhes. Ele sugeriu em um vídeo que o exército não estava envolvido na tentativa de golpe: "Posso garantir que nenhum quartel se juntou a essa tentativa de golpe. Foi isolado. Está ligado a pessoas contra as quais lutamos", disse ele, sem oferecer mais explicações.
Em 2 de fevereiro, a vida voltava lentamente às ruas de Bissau à medida que as empresas e os bancos reabriam. Os soldados, por outro lado, patrulhavam as ruas e bloqueavam a entrada no complexo do Palácio do Governo, onde ocorreu o incidente. De acordo com a fonte militar, uma grande rede de arrasto foi criada por um painel de inquérito, e o pessoal da inteligência militar está coletando informações na sede do governo.

## Reações
A Comunidade Econômica dos Estados da África Ocidental (CEDEAO) disse em um comunicado: "A CEDEAO condena a tentativa de golpe e responsabiliza os militares pela integridade física do presidente Umaro Sissoco Embaló e membros de seu governo. A CEDEAO pede aos militares que retornem aos seus quartéis e mantenham uma postura republicana." A União Africana também condenou a 'tentativa de golpe'. O Presidente da Comissão da União Africana, Moussa Faki Mahamat, exortou "os militares a regressarem sem demora aos seus quartéis e a protegerem a segurança física do Presidente Umaro Sissoco Embaló e dos membros do seu governo, e a libertarem imediatamente aqueles que estão detidos."